# فهرست سران کشور و دولت درگذشته در حوادث و سوانح هوایی
این فهرستی از سران سرشناس کشورها و دولت‌ها است که هنگام تصدی منصب در سوانح هوایی درگذشتند.

## سران کشورها
| تصویر | نام                             | عنوان                                      | تاریخ          | محل                  | کشور            | نوع                                        | مدل هواپیما                           |
| ----- | ------------------------------- | ------------------------------------------ | -------------- | -------------------- | --------------- | ------------------------------------------ | ------------------------------------- |
|       | خوزه فلیکس استیگاریبیا          | رئیس‌جمهور پاراگوئه                         | ۷ سپتامبر ۱۹۴۰ | التوس، پاراگوائه     | پاراگوئه        | سانحه هواپیما                              | پوتز۲۵                                |
|       | رامون مگسیسی                    | رئیس‌جمهور فیلیپین                          | ۱۷ مارس ۱۹۵۷   | Balamban, سیبو       | فیلیپین         | سانحه هواپیما                              | داگلاس سی-۴۷ اسکای‌ترین                |
|       | نریو راموس                      | رئیس‌جمهور برزیل                            | ۱۶ ژوئن ۱۹۵۸   | ساو خوزه دوس پینهایس | برزیل           | سانحه هواپیما                              | خانواده کانویر سی‌وی-۲۴۰               |
|       | عبدالسلام عارف                  | رئیس‌جمهور عراق                             | ۱۳ آوریل ۱۹۶۶  | بغداد                | عراق            | سانحه هواپیما                              | دی هاویلند داو                        |
|       | اومبرتو ده آلنکار کاستلو برانکو | رئیس‌جمهور برزیل                            | ۱۸ ژوئیه ۱۹۶۷  | فورتالزا             | برزیل           | سانحه هواپیما                              | Piper PA-23                           |
|       | رنه بارینتوس                    | President of Bolivia                       | ۲۷ آوریل ۱۹۶۹  | آرکه                 | بولیوی          | سانحه بالگرد                               | ام‌دی ۵۰۰                              |
|       | Ahmed Ould Bouceif              | رهبر حکومت نظامی موریتانی                  | ۲۷ ژانویه ۱۹۷۹ | داکار                | سنگال           | سانحه هواپیما                              | de Havilland Canada DHC-4 Caribou     |
|       | جیمی رولدز آگویلرا              | رئیس‌جمهور اکوادور                          | ۲۴ مه ۱۹۸۱     | Huairapungo          | اکوادور         | سانحه هواپیما                              | Beechcraft Super King Air             |
|       | عمر توریخوس                     | رهبر نظامی پاناما                          | ۳۱ ژوئیه ۱۹۸۱  | پنونومه              | پاناما          | سانحه هواپیما                              | دی هاویلند کانادا دی‌اچ‌سی-۶ توئین اوتر |
|       | سامورا ماچل                     | رئیس‌جمهور موزامبیک                         | ۱۹ اکتبر ۱۹۸۶  | Mbuzini              | آفریقای جنوبی   | سانحه هواپیما                              | توپولف تو-۱۳۴                         |
|       | محمد ضیاءالحق                   | رئیس‌جمهور پاکستان                          | ۱۷ اوت ۱۹۸۸    | بهاولپور، پاکستان    | پاکستان         | مرگ محمد ضیاءالحق                          | لاکهید سی-۱۳۰ هرکولس                  |
|       | جووینال هابیاریمانا             | رئیس‌جمهور رواندا                           | ۶ آوریل ۱۹۹۴   | کیگالی               | رواندا          | تیراندازی و سقوط هواپیما                   | داسو فالکون ۵۰                        |
|       | سیپرین نتاریامیرا               | President of Burundi                       | ۶ آوریل ۱۹۹۴   | کیگالی               | رواندا          | تیراندازی و سقوط هواپیما                   | داسو فالکون ۵۰                        |
|       | بوریس ترایکوفسکی                | رئیس‌جمهور مقدونیه شمالی                    | ۲۶ فوریه ۲۰۰۴  | موستار               | بوسنی و هرزگوین | سانحه هواپیما                              | Beechcraft Super King Air             |
|       | Muhammadu Maccido               | سلطان ایالت سوکوتو                         | ۲۹ اکتبر ۲۰۰۶  | آبوجا                | نیجریه          | سانحه هواپیما                              | بوئینگ ۷۳۷                            |
|       | لخ کاچینسکی                     | رئیس‌جمهور لهستان                           | ۱۰ آوریل ۲۰۱۰  | اسمولنسک             | روسیه           | سانحه توپولف-۱۵۴ نیروی هوایی لهستان (۲۰۱۰) | توپولف تو-۱۵۴                         |
|       | ریشارت کاچوروفسکی               | Last President of the دولت در تبعید لهستان | ۱۰ آوریل ۲۰۱۰  | اسمولنسک             | روسیه           | سانحه توپولف-۱۵۴ نیروی هوایی لهستان (۲۰۱۰) | توپولف تو-۱۵۴                         |
|       | سباستین پینیرا                  | رئیس‌جمهور شیلی                             | ۶ فوریه ۲۰۲۴   | Lake Ranco           | شیلی            | سانحه بالگرد                               | رابینسون آر-۴۴                        |

## رؤسای دولت
| تصویر | نام                     | عنوان                                  | تاریخ          | محل                      | کشور                             | نوع                      | مدل هواپیما                 |
| ----- | ----------------------- | -------------------------------------- | -------------- | ------------------------ | -------------------------------- | ------------------------ | --------------------------- |
|       | Arvid Lindman           | نخست‌وزیر سوئد                          | ۹ دسامبر ۱۹۳۶  | کرویدون، ساری (انگلستان) | بریتانیا                         | سانحه هواپیما            | داگلاس دی‌سی-۲               |
|       | ووادیسواف سیکورسکی      | نخست‌وزیر لهستان (دولت در تبعید لهستان) | ۴ ژوئیه ۱۹۴۳   | جبل‌الطارق                | بریتانیا                         | سانحه هواپیما            | کانسالیدیتید بی-۲۴ لیبراتور |
|       | بارتلمی بوگاندا         | نخست‌وزیر جمهوری آفریقای مرکزی          | ۲۹ مارس ۱۹۵۹   | Boukpayanga              | جمهوری آفریقای مرکزی             | سانحه هواپیما            | Nord Noratlas               |
|       | ژوئل راکوتومالالا       | نخست‌وزیر ماداگاسکار                    | ۳۰ ژوئیه ۱۹۷۶  | آنتسیراب                 | ماداگاسکار                       | سانحه بالگرد             | آئروسپاسیال آلوئت ۳         |
|       | جمال بیجدیچ             | نخست‌وزیر یوگسلاوی                      | ۱۸ ژانویه ۱۹۷۷ | Kreševo                  | جمهوری فدرال سوسیالیستی یوگسلاوی | سانحه هواپیما            | لیرجت ۲۵                    |
|       | فرانسیسکو دی سا کارنیرو | نخست‌وزیر پرتغال                        | ۴ دسامبر ۱۹۸۰  | Camarate                 | پرتغال                           | سانحه هواپیما            | سسنا ۴۲۱                    |
|       | رشید کرامی              | نخست‌وزیر لبنان                         | ۱ ژوئن ۱۹۸۷    | بیروت                    | لبنان                            | بمباران بالگرد           | آئروسپاسیال اس‌آ ۳۳۰ پوما    |
|       | عبدالرحیم غفورزی        | رئیس‌الوزرای افغانستان                  | ۲۱ اوت ۱۹۹۷    | بامیان                   | افغانستان                        | سانحه هواپیما            | آنتونوف ای‌ان-۳۲             |
|       | سید ابراهیم رئیسی       | رئیس‌جمهور ایران                        | ۱۹ مه ۲۰۲۴     | ورزقان                   | ایران                            | سانحه سقوط بالگرد ورزقان | بل ۲۱۲                      |

## سازمان‌های بین‌المللی
| تصویر | نام           | عنوان                  | تاریخ           | محل    | کشور                       | نوع           | مدل هواپیما    |
| ----- | ------------- | ---------------------- | --------------- | ------ | -------------------------- | ------------- | -------------- |
|       | داگ هامارشولد | دبیرکل سازمان ملل متحد | ۱۸ سپتامبر ۱۹۶۱ | اندولا | فدراسیون رودزیا و نیاسالند | سانحه هواپیما | داگلاس دی سی-۶ |